# Někdo to rád holky
Někdo to rád holky (Pédale douce, tj. Sladká buzna) je francouzský hraný film z roku 1996, který režíroval Gabriel Aghion podle vlastního scénáře.

## Děj
Adrien Aymar je gay, který pracuje ve významné pařížské bance a je častým hostem v restauraci pro homosexuály Chez Éva, kterou provozuje jeho nejlepší přítelkyně Éva. Adrienův nadřízený Alexander Agut jej pozve na večeři, aby s ním probral významný kontrakt ohledně spolupráce s německou bankou. Protože Adrien nechce přiznat, že je gay, požádá Évu, aby předstírala, že je jeho manželka. Během večeře ženatý ředitel banky propadne kouzlu nekonvenční Évy. ta se rovněž zamiluje do Alexandra, na což paradoxně žárlí Adrien.
Alexandrova žena Marie se začne domnívat, že je její manžel gay, když ho přichytí na návštěvě v Évině podniku a v jeho tašce objeví homosexuální prospekt. Protože ho nechce ztratit, ukáže mu, že je tolerantní a uspořádá v jejich bytě homosexuální párty.
Poté, co se Alexandre a Éva sblíží, vypukne mezi nimi spor, protože se Éva nechce vzdát svého blízkého vztahu k Adrienovi. A když Alexandra vedle jeho manželky začne i Adrien podezřívat, že je gay, odstěhuje se mimo Francii, aniž by se dověděl, že je Éva těhotná. Teprve po několika letech se vrací zpátky. Mezitím se narodí jejich dítě a Adrien mu dělá náhradního otce. Eva a Alexandre se stále milují a rozhodnou se společně s Adrienem vychovávat svého syna.

## Obsazení
| Patrick Timsit      | Adrien Aymar    |
| Fanny Ardant        | Éva             |
| Richard Berry       | Alexandre Agut  |
| Michèle Laroque     | Marie Agut      |
| Jacques Gamblin     | André Lemoine   |
| Christian Bujeau    | doktor Séverine |
| Boris Terral        | Cyril           |
| Yan Duffas          | Fripounet       |
| Dominique Besnehard | Riki            |
| Katrine Boorman     | Ingrid          |
| Isabelle Ferron     | Chantal         |

## Ocenění
Fanny Ardant získala cenu César jako nejlepší herečka. Snímek byl rovněž nominován v kategoriích nejlepší film, nejlepší herec (Patrick Timsit), nejlepší herec ve vedlejší roli (Jacques Gamblin), nejlepší herečka ve vedlejší roli (Michèle Laroque) a nejlepší scénář (Gabriel Aghion, Patrick Timsit).

V kategorii nejlepší film vyhrál snímek Nevinné krutosti (Ridicule), ve kterém rovněž hrála Fanny Ardant.

## Hudba ve filmu
Ve filmu byly použity písně umělců jako Mylène Farmer (Sans contrefaçon), Boney M. (Rivers of Babylon), Dalida (Salma Ya Salama, Je suis toutes les femmes a Bambino), Village People (Y.M.C.A.), Patrick Juvet (I love America), Zizi Jeanmaire (Mon truc en plumes), Claude François (Alexandrie Alexandra), Army of Lovers (Crucified), Marmion (Schöneberg), Marc Lavoine (C'est la vie), Namby Pamby (Club Rules) a Véronique Sanson (Une Nuit Sur Ton Épaule)